# Bolette Puggaard
Bolette Cathrine Frederikke Puggaard, født Hage (født 7. februar 1798 i Stege, død 11. september 1847 i København) var en dansk maler. 
Hun var datter af købmand Christopher Friedenreich Hage og Christiane Arnette Just. Gift 13. august 1816 i Stege med købmand Hans Puggaard. De blev forældre til Christopher og Rudolph Puggaard samt svigerforældre til politikeren Orla Lehmann. 
Bolette Puggaard hørte sammen med sin mand Hans Puggaard, datteren Maria og svigersønnen Orla Lehmann til kredsen af borgerlige mæcener, der i slutningen af den danske guldalder støttede kunstnere som Constantin Hansen, Wilhelm Marstrand, Jørgen Roed, Jørgen Sonne og H.W. Bissen. 
Under familiens besøg i Rom i 1830'erne lærte Puggaard Bertel Thorvaldsen at kende. Under besøget i Rom malede Puggaard et antal italienske landskaber. Desuden malede hun landskaber fra Danmark og Norge. 
Hun er begravet på Holmens Kirkegård.

## Billeder
| - Værker af Bolette Puggaard - Etschdalen set fra Varenna (no), 1835 - Fra den romerske campagne, 1838 - Fra den romerske campagne (en) Antagelig 1830'erne - Parti fra Ordrup mose Ml. 1816 og 1847 - Udkig over Napolibugten. Ukendt dato |